# Districte de West Garo Hills
El districte de West Garo Hills és una divisió administrativa de Meghalaya, Índia. La capital és Tura.
Es va formar per divisió del districte de Garo Hills l'octubre de 1976. El juny de 1992 se li va segregar el districte de South Garo Hills. La superfície és de 3.714 km². Administrativament està format per tres subdivisions (Tura Sadar, Ampati i Daddenggre) i 8 blocks de desenvolupament. L'única ciutat és Tura. Els blocks són:
- Selsella
- Dadenggiri (Daddenggre)
- Tikrikilla
- Rongram
- Betasing
- Zikzak
- Dalu
- Gambegre

La població el 2001 era de 518.390 habitants la majoria garos amb minories hajong, rabha, koch, rajbansi, mech, kachari i dalu, i poblacions externes (assamesos, bengalís, nepalesos, marwaris, biharis, i altres)
Les principals muntanyes són:
- Muntanyes Tura, a l'oest, d'uns 50 km, part de les muntanyes Garo. Inclouen el pic Nokrek, el Tura, el Meminram, el Nengminjok i el Chitmang Peak, sent el més alt el primer amb 412 metres, situat a uns 13 km de Tura. Forma el parc nacional de Nokrek.

- Muntanyes Arbella, de 99 metres màxim, en direcció al districte d'East Garo Hills

- Muntanyes Ranggira, a l'oest del districte, amb altura màxima de 673 metres.

Els principals rius són:
- Kalu (Ganol) amb els afluents Dilni i Rongram
- Ringgi (Ringge) o Rongai
- Didak
- Bhogai o Bogai
- Dareng (Nitai) amb els afluents Kakija, Daji i Rompa.
- Simsang (Someswari), el principal i un dels més importants de Meghalaya, la major part al districte de South Garo Hills
- Jinjiram (el més llarg)

Hi ha un consell Autònom del Districte de Garo Hills, amb algunes competències en aquest districte.